# 拉金斯克
56°01′N 39°57′E / 56.017°N 39.950°E
拉金斯克（俄语：Ла́кинск）是俄羅斯弗拉基米爾州中部索賓卡區的一個城市，距弗拉基米爾西南30公里。2002年人口17,086人。
1969年設市並改現名。